# 제70회 로카르노 영화제
제70회 로카르노 영화제는 2017년 8월 2일에 열린 시상식이다.

## 수상 및 후보

### 국제경쟁 - 황금표범상
- 미세스. 팡 - 왕빙 수상

### 국제경쟁 - 심사위원특별상
- 굿 매너스 - 줄리아나 로자스 외 1명 수상

### 국제경쟁 - 감독상
- 9 핑거스 - F.J. 오쌍 수상

### 국제경쟁 - 여우주연상
- 마담 하이도 - 이자벨 위페르 수상

### 국제경쟁 - 남우주연상
- 윈터 브라더스 - 엘리엇 크로세트 호브 수상

### 데뷔작 - 스와치 최우수작품상
- 스캐어리 마더 - 아나 우루샤제 수상

### 데뷔작 - 스와치 아트피스호텔상
- 미티어스 - 구르칸 켈테크 수상

### 데뷔작 - 특별언급
- 도즈 후 아 파인 - 시릴 쇼이블린 수상

### 미래의 표범 - 최우수 국제 단편영화상
- 안토니오 앤 카타리나 - 크리스티나 하네스 수상

### 미래의 표범 - 최우수 스위스 단편영화상
- 리와인드 포워드 - 저스틴 스톤햄 수상

### 미래의 표범 - 유럽영화상
- 영 멘 앳 데어 윈도우 - 루키아노스 모스호나스 수상

### 미래의 표범- 특별언급
- 아마게돈 2 - 코리 휴즈 수상

### 미래의 표범 - Medien Patent Verwaltung AG 상
- 카피탈리스티스 - 파블로 무노즈 고메즈 수상

### 스위스 경쟁 - 황금표범상
- 59 세컨즈 - 모로 카라로 수상

### 스위스 경쟁 - 신인감독상
- 레 인트란퀄레스 - 막달레나 프로거 수상

### 청년비평가상
- 스캐어리 마더 - 아나 우루샤제 수상

### 청년비평가상 - 최우수 국제 단편영화상(미래의 표범)
- 그래쥬에이션 '97 - 파블로 오스트리코프 수상

### 청년비평가상 - 최우수 스위스 단편영화상(미래의 표범)
- 쿠쿠 - 에이라인 호칠 수상
- 파불라 라사 - 사라 아놀드 수상

### 청년비평가상 - 1등상
- 윈터 브라더스 - 흘리뉘르 팔메이슨 수상

### 청년비평가상 - 2등상
- 디 원더링 소프 오페라 - 라울 루이즈 외 1명 수상

### 청년비평가상 - 3등상
- 드래곤플라이 아이즈 - 쉬빙 수상

### 청년비평가상 - 특별언급
- 디드 유 원더 후 파이어드 더 건? - 트라비스 윌커슨 수상
- 초행 - 김대환 수상

### 청년비평가상 - 삶의 질, 환경
- 듀티 - 안네마리 자시르 수상

### 현재의 감독 경쟁 - 황금표범상
- 쓰리 쿼터스 - 일리안 메테브 수상

### 현재의 감독 경쟁 - 감독상
- 초행 - 김대환 수상

### 현재의 감독 경쟁 - 심사위원특별상
- 밀라 - 발레리 마사디안 수상

### 현재의 감독 경쟁 - 특별언급
- 디스턴트 콘스텔레이션 - 쉐반 미즈라히 수상
- 댐드 썸머 - 페드로 카벨레이라 수상

### 피아자 그란데상
- 쓰리 픽스 - 얀 차바일 수상

### 에큐메니컬상
- 럭키 - 존 캐럴 린치 수상

### 에큐메니컬상 - 특별언급
- 드래곤플라이 아이즈 - 쉬빙 수상
- 윈터 브라더스 - 흘리뉘르 팔메이슨 수상

### 유로파 시네마 레이블상
- 윈터 브라더스 - 흘리뉘르 팔메이슨 수상

### 관객상
- 더 빅 식 - 마이클 쇼월터 수상

### 국제비평가상
- 드래곤플라이 아이즈 - 쉬빙 수상

### 최고 국제 SRG SSR 상
- 쉬마마 - 미키 폴론스키 수상

### 비평가주간 - SRG SSR 상
- 더 패밀리 - 록 비첵 수상

### 비평가주간 - 존타 클럽 로카르노 상
- 미스 마리아, 스커팅 더 마운틴 - 루벤 멘도자 수상

### 엑설런스 어워드
- 마티유 카소비츠 수상

### 사인 오브 라이프 electronic-art.foundation 베스트상
- 코코테 - 넬슨 카를로 드 로스 산토스 아리아스 수상

### 사인 오브 라이프 Fondacion Casa Wabi – Mantarraya 상
- 판타지 센텐시스 - 데인 콤리엔 수상

### 사인 오브 라이프 - 특별언급
- 원스 데어 워즈 브라질리아 - 아지레이 케이로스 수상

### FICC / IFFS 상
- 듀티 - 안네마리 자시르 수상

### 피아자 그란데
- 스토리즈 오브 러브 댓 캔낫 비롱 투 디스 월드 - 프란체스카 코멘치니
- 아토믹 블론드 - 데이빗 레이치
- 도그 - 사무엘 벤체트리트
- 투모로우 앤 데어에프터 - 노에미 르보브스키
- 쓰리 픽스 - 얀 차바일
- 굿 타임 - 베니 사프디
- 가타드 - 원 라이프, 원 소울 - 케빈 메즈
- 나는 좀비와 함께 걸었다 - 자크 투르뇌르
- 아이스맨 - 펠릭스 랜도
- 렛 더 콥시스 탄 - 엘렌 카테 외 1명
- 롤라 페테르 - 나디르 모네케
- 시실리아 - 다니엘 위예 외 1명
- 스파링 - 사무엘 주이
- 더 빅 식 - 마이클 쇼월터
- 더 송 오브 스콜피온즈 - 아눕 싱
- 왓 해픈드 투 먼데이? - 토미 위르콜라

### 국제경쟁부문
- 9 핑거스 - F.J. 오쌍
- 굿 매너스 - 줄리아나 로자스 외 1명
- 찰스턴 - 안드레이 크레툴레스쿠
- 디드 유 원더 후 파이어드 더 건? - 트라비스 윌커슨
- 온 더 세븐스 데이 - 짐 맥케이
- 프리덤 - 얀 스펙켄바흐
- 제미니 - 아론 카츠
- 애스터로이드 - 제르마노 마치오니
- 골리앗 - 도미닉 로체
- 굿 럭 - 벤 러셀
- 디 원더링 소프 오페라 - 라울 루이즈 외 1명
- 럭키 - 존 캐럴 린치
- 마담 하이도 - 세르쥬 보종
- 미세스. 팡 - 왕빙
- 드래곤플라이 아이즈 - 쉬빙
- 어 스킨 쏘 소프트 - 드니 코테
- 윈터 브라더스 - 흘리뉘르 팔메이슨
- 듀티 - 안네마리 자시르

### 미래의 표범
- 엘라스 멘 - 오렌 아다프
- 안토니오 앤 카타리나 - 크리스티나 하네스
- 아마게돈 2 - 코리 휴즈
- 부메랑 - 다비드 부틴
- 브리티쉬 바이 더 그레이스 오브 갓 - 숀 로버트 던
- 크로씽 리버 - 한 유멍
- 더 사타닉 티켓 - 쓰리 - 윌리 한스
- 더기 - 마트베이 픽스
- 엣지 오브 알케미 - 스테이시 스티어스
- 엔드 오브 언 아무르 - 알베르토 탬부렐리
- 블랙 클로즈 - 옥타브 첼라루
- 하버 - 스테파니 코크
- 영 멘 앳 데어 윈도우 - 루키아노스 모스호나스
- 카피탈리스티스 - 파블로 무노즈 고메즈
- 루프 - 마티야 글루세빅
- 아문센스 독스 - 라파엘 라미레즈
- 게이즈 - 파누쉬 사마디
- 노바디 히어 - 제레나 가브릴로빅
- 팔렝케 - 세바스티앙 핀존 실바
- 플러스 울트라 - 엘레나 히론
- 쉬마마 - 미키 폴론스키
- 시그니처 - 케이 치카우라
- 실리카 - 피아 보그
- 송 X - 몬트 테스프라티프
- 그래쥬에이션 '97 - 파블로 오스트리코프
- 웨이스트랜드 넘버 1: 아던트, 버던트 - 조디 맥
- 라이프 스토리 오브 마이 프렌드 - 알렉산드르 조로투킨
- 59 세컨즈 - 모로 카라로
- 어 송 프롬 더 퓨쳐 - 토마소 도나티
- 쿠쿠 - 에이라인 호칠
- 더 캐넌볼 우먼 - 알버틴 줄로 외 1명
- 레 히스토리즈 브레즈 - 루시앙 모놋
- 레 인트란퀄레스 - 막달레나 프로거
- 파불라 라사 - 사라 아놀드
- 레지스탕스 - 로렌스 파브르
- 리와인드 포워드 - 저스틴 스톤햄
- 폴링 - 나딘 슈비터
- 빌라 벤투라 - 로만 후벤

### 사인 오브 라이프
- 에이리언스 - 루이스 로페즈 카라스코
- 코코테 - 넬슨 카를로 드 로스 산토스 아리아스
- 원스 데어 워즈 브라질리아 - 아지레이 케이로스
- 필머스 - 클레멘트 사프라
- 인 프레이즈 오브 낫띵 - 보리스 미틱
- 우로보로스 - 바스마 알샤리프
- 파놉틱 - 라나 에이드
- 판타지 센텐시스 - 데인 콤리엔
- 수르비레스 - 조반니 콜럼부
- 헬로, 홀스! - 라일라 파칼니나
- 더 데드 네이션 - 라두 주데

### 현재의 감독 경쟁부문
- 초행 - 김대환
- 쓰리 쿼터스 - 일리안 메테브
- 페어웰 - 아스트리드 오프네르
- 비치 래츠 - 엘리자 히트맨
- 도즈 후 아 파인 - 시릴 쇼이블린
- 디스턴트 콘스텔레이션 - 쉐반 미즈라히
- 이지 - 안드레아 마냐니
- 스웨팅 더 스몰 스터프 - 니노미야 류타로
- 더 마운트 오브 앤츠 - 리카르도 팔라디노
- 르 포트 데스 풀스 - 나리마네 마리
- 미티어스 - 구르칸 켈테크
- 밀라 - 발레리 마사디안
- 퍼슨 투 퍼슨 - 더스틴 가이 디파
- 스캐어리 마더 - 아나 우루샤제
- 세베리나 - 필리페 히르쉬
- 댐드 썸머 - 페드로 카벨레이라

### 프리페스티벌
- 투 솔져스 - 마르코 툴리오 지오다나
- 007 골드핑거 - 가이 해밀턴
- 스카를라티 K. 259 - 마르코 툴리오 지오다나

### 로카르노 키즈
- 요한 패던 어 라 데스코베르타 드 르 아메리체 - 줄리오 친골리
- 좀빌레니엄 - 아르튀르 드 팽 외 1명

### 파노라마 스위스
- 어 캠페인 오브 데어 오운 - 리오넬 루프 외 1명
- 공항에서 - 미카엘라 뮐러
- 올모스트 데어 - 자클린 쥔트
- 더 걸 다운 로크 안지 - 엘리스 슈미트
- 더 디바인 오더 - 페트라 볼프
- 다크 포춘 - 스테판 하웁
- 더 패리스 오페라 - 장 스테판 브롱
- 러스트 포 사이트 - 마누엘 폰 스튀를러
- 미세리코르데 - 풀비오 베르나스코니
- 예니쉬 사운즈 - 카롤리네 안 외 1명

### Open Doors
- 28 - 프라사나 자야코디
- 어 걸 인 더 리버: 더 프라이스 오브 포기브니스 - 샤민 오바이드-차노이
- 불타는 새 - 산지와 푸시파쿠마라
- 엘리펀트 인 더 룸 - 미뉴 가우르 외 1명
- 침묵의 물 - 사비하 수마르
- 대지와 먼지 - 아틱 라히미
- 무어 - 자미 마흐무드
- 어 레터 투 더 프레지던트 - 로야 사닷
- 천상의 소녀 - 세디그 바르막
- 버려진 땅 - 비묵티 자야순다라
- 아미르 & 사라 - 사예드 잘랄 후사이니
- 인 서클 - 마수마 이브라힘
- 파인딩 잘마이 - 사미 하시브 나비자다
- 홈 - 자이나브 엔터자르
- 인 서치 오브 - 다니엘 아사디 파에지 외 1명
- 마이 마더스 머니 - 수랑가 데샤프리야 카투감팔라
- 와일 유 슬렙 - 나댜 페레라
- 사일런트 티어스 - 일랑고 라마나단
- 파사드 - 이람 파르빈 비랄
- 샤도우스 오브 사일런스 - 프라디판 라벤드란
- 스왑 - 세이드 마수드 에슬라미
- 바이스 베르사 원 - 샤르바누 사다트

### Retrospettiva
- 앤 오브 더 인디즈 - 자크 투르뇌르
- 온두라스의 약속 - 자크 투르뇌르
- 베를린 익스프레스 - 자크 투르뇌르
- 캐년 패시지 - 자크 투르뇌르
- 캣 피플 - 자크 투르뇌르
- 써클 오브 데인저 - 자크 투르뇌르
- 영광의 나날 - 자크 투르뇌르
- 닥터스 돈 텔 - 자크 투르뇌르
- 이지 리빙 - 자크 투르뇌르
- 위험한 실험 - 자크 투르뇌르
- 프론티어 레인저스 - 자크 투르뇌르
- 그레이트 데이 인 더 모닝 - 자크 투르뇌르
- 마라톤의 거인 - 자크 투르뇌르 외 1명
- 레 필스 드 라 콘시어즈 - 자크 투르뇌르
- 닉 카터, 마스터 디텍티브 - 자크 투르뇌르
- 악마의 저주 - 자크 투르뇌르
- 나이트폴 - 자크 투르뇌르
- 과거로부터 - 자크 투르뇌르
- 팬텀 라이더스 - 자크 투르뇌르
- 푸어 에트레 엠므 - 자크 투르뇌르
- 스타스 인 마이 크라운 - 자크 투르뇌르
- 스트레인저 온 호스백 - 자크 투르뇌르
- 공포의 코미디 - 자크 투르뇌르
- 더 피어메이커스 - 자크 투르뇌르
- 프레임 앤드 애로우 - 자크 투르뇌르
- 표범 인간 - 자크 투르뇌르
- 데이 올 컴 아웃 - 자크 투르뇌르
- 팀북투(영어판) - 자크 투르뇌르
- 토토 - 자크 투르뇌르
- 투 카 네 바우트 파스 라모르 - 자크 투르뇌르
- 해저 도시 - 자크 투르뇌르
- 웨이 오브 어 가우초 - 자크 투르뇌르
- 위치타 - 자크 투르뇌르
- 킬러 도그 - 자크 투르뇌르
- 리워드 언리미티드 - 자크 투르뇌르
- 로맨스 오브 라듐 - 자크 투르뇌르
- 더 페이스 비하인드 더 마스크 - 자크 투르뇌르
- 더 그랜드 바운스 - 자크 투르뇌르
- 더 인크레더블 스트레인저 - 자크 투르뇌르
- 더 킹 위드아웃 어 크라운 - 자크 투르뇌르
- 더 매직 알파벳 - 자크 투르뇌르
- 더 맨 인 더 반 - 자크 투르뇌르
- 더 쉽 댓 다이드 - 자크 투르뇌르
- The Twilight Zone: Night Call - 자크 투르뇌르
- 왓 두 유 띵크? - 자크 투르뇌르
- 양키 두들 고즈 투 타운 - 자크 투르뇌르
- Directed by Jacques Tourneur - Jacques Manlay
- Films de famille - Jacques Tourneur - 자크 투르뇌르
- 자크 투르뇌 르 미디엄 - 알랭 마자르

### Fuori Concorso
- 악타 논 베르바 - 이반 야그치
- 아나토미아 델 미라콜로 - 알레산드라 셀레시아
- 어 저니 쓰루 더 섭컨티넌트 - 사비하 수마르
- 슈아지르 어 뱅 안스 - 빌리 허먼
- 줄라이 테일즈 - 기욤 브락
- 파이어스 도터스 - 스테판 브레튼
- 영화라는 사소한 비즈니스의 영광과 퇴폐 - 장 뤽 고다르
- 아이비 - 안드리아 세그레
- 더 베너러블 W. - 바벳 슈로더
- 나지다니예 - 보리스 유카나노브 외 1명
- 낫띵우드 - 소니아 크론런드
- 더 엔들리스 데이즈 오브 유스 - 레아 포레스트 외 1명
- 피아자 그란데 - 미샤 교릭 외 1명
- 피에트라 테네라 - 오렐리 메르테냇
- 프로토타입 - 블레이크 윌리엄스
- 샌드 앤 블러드 - 마티아스 크레이프 외 1명
- 더 레이건 쇼 - 파코 벨레즈 외 1명
- 웰컴 투 스위스 - 사빈 기시제르
- 어 매니페스토 포 더 언-커뮤널 - 실라스 트조머카스
- 레이트 시즌 - 장-끌로드 루소
- 그랜마 - 알피 뉴즈 외 1명
- 비욘드 더 마운틴스 - 미구엘 모라에스 카브랄
- 펄 우나 로사 - 마르코 벨로치오
- 스캐폴드 - 카직 라드완스키
- 소 파, 소 클로우즈 - 장-끌로드 루소
- 츠위쉬 - 페이로우즈 세르할
- 이모텔러티 포 올: 어 필름 트릴로지 온 러시안 코스미즘 - 안톤 비도클

### Histoire(s) du cinema
- 파 프롬 헤븐 - 토드 헤인즈
- 벨벳 골드마인 - 토드 헤인즈
- 원더스트럭 - 토드 헤인즈
- 세잔, 컨버세이션 위드 요아힘 가스케 - 장 마리 스트로브 외 1명
- 달라 누베 알라 레지스텐자 - 장 마리 스트로브 외 1명
- 계급 관계 - 장 마리 스트로브 외 1명
- 코뮤니스텐 - 장 마리 스트로브
- 우네 비지트 우 루브르 - 장 마리 스트로브 외 1명
- 프롬 투데이 언틸 투모로우 - 장 마리 스트로브 외 1명
- 더 브라이드그룸, 디 액트레스 앤 더 핌프 - 장 마리 스트로브
- 앙 라샤샹 - 장 마리 스트로브 외 1명
- 인칸타티 - 장 마리 스트로브 외 1명
- 아쿠아리움과 국가 - 장 마리 스트로브
- 알제리 전쟁! - 장 마리 스트로브
- 뮌헨 - 스티븐 스필버그
- 위선적 영웅 - 자크 오디아르
- 프로스트 - 샤루나스 바르타스
- 맵 투 더 스타 - 데이비드 크로넨버그
- 스트롱 아일랜드 - 얀스 포드
- 아름다운 시절 - 페르난도 트루에바
- 내가 사는 피부 - 페드로 알모도바르
- 신경쇠약 직전의 여자 - 페드로 알모도바르
- 패션, 위험한 열정 - 브라이언 드 팔마
- 캣 피플 - 폴 슈레이더
- 파리 텍사스 - 빔 벤더스
- 살아있는 시체들의 밤 2 - 시체들의 새벽 - 조지 로메로
- 피아니스트 - 로만 폴란스키
- 씬 레드 라인 - 테렌스 맬릭
- 36살의 작은 소녀 - 카트린느 브레야
- 미이라 - 차디 압델 살람
- 7번째 대륙 - 미카엘 하네케
- 더 리틀 아파트먼트 - 마르코 페레리 외 1명
- 할렐루야 더 힐즈 - 아돌파스 메카스
- 사자 자리 - 에릭 로메르
- 인간의 고독한 목소리 - 알렉산더 소쿠로프
- 포이즌 - 토드 헤인즈
- 산 고타르도 - 빌리 허먼
- 세 마리의 슬픈 호랑이 - 라울 루이즈
- 포 원 모어 아워 위드 유 - 알리나 마라치
- 더 콩그레스 오브 펭귄즈 - 한스-울리히 슈럼프
- 클라이네 프라이하이트 - 한스-울리히 슈럼프
- 라이크 크레이지 - 파올로 비르지

### Semaine de la critique
- 블러드 엠버 - 리용차오
- 더 콩고 트레뷰널 - 밀로 라우
- 더 패밀리 - 록 비첵
- 파벨라 올림피카 - 사무엘 샬라르
- 라스 씨네필라스 - 마리아 알바레즈
- 미스 마리아, 스커팅 더 마운틴 - 루벤 멘도자
- 더 포에테스 - 스테파니 브로크하우스 외 1명